# Lyda Verstegen
Lyda Catharina Verstegen (1936)  is een Nederlandse advocate en vrouwenrechtenactiviste, en was van 2010 tot 2013 de 13e presidente van de International Alliance of Women (IAW).

## Opleiding
Verstegen studeerde rechten aan de universiteit Leiden waar zij zich als een van de weinige vrouwen specialiseerde in publiekrecht. Na haar studie was zij de eerste vrouwelijke griffier van de Tweede Kamer.

## Werkzame leven
Verstegen werd voorzitter van de IAW tijdens het 35e congres van de organisatie in 2010 in Zuid-Afrika. Als vertegenwoordiger van een niet-gouvernementele organisatie nam Verstegen deel aan het algemene debat van de Economische en Sociale Raad van de Verenigde Naties na de presentatie van de millenniumdoelstellingen voor ontwikkeling in 2011. Verstegen hield een toespraak waarin ze de uitdagingen schetste die nog steeds bestaan voor meisjes en vrouwen die wereldwijd strijden voor gelijkheid. Ze riep landen op om onderwerpen als vroegtijdig huwelijk, vroegtijdige zwangerschappen en schadelijke tradities op te nemen in alle ouderlijke voorlichting, te voorkomen dat zwangere meisjes en jonge moeders van school gaan en jongens en meisjes op school uitgebreide seksuele voorlichting te geven. Zij drong erop aan dat leraren die zich schuldig maken aan verkrachting of andere vormen van geweld worden vervolgd en dat scholen veiliger worden gemaakt voor meisjes. 
In februari 2012 hield Verstegen een toespraak getiteld "De mensenrechten van plattelandsvrouwen van alle leeftijden" tijdens de 56e Commissie van de Verenigde Naties inzake de positie van de vrouw. In juni 2011 ondertekende Verstegen namens de IAW een protestbrief, samen met vertegenwoordigers van vele andere mensenrechtenorganisaties, waarin geweld en intimidatie tegen vrouwen die op 10 juni 2011 demonstreerden op het Tahrirplein in Bagdad werd veroordeeld. In de brief werd opgeroepen tot een einde aan door de overheid gesteunde seksuele aanvallen tegen vrouwelijke demonstranten.Verstegen is lid van de Coalitie voor een Europees Jaar om Geweld tegen Vrouwen te beëindigen, een initiatief gelanceerd door de European Women's Lobby (EWL) in 2012, waarbij ze namens de IAW heeft getekend.
Verstegen werd tot president gekozen van het IAW op het congres in Zuid-Afrika in 2010. Ze is voormalig voorzitter van de vrouwenrechtenorganisatie Vrouwenbelangen Nederland en is tevens voorzitter geweest van de Commissie Personeelszaken van het ministerie van Sociale Zaken en Werkgelegenheid in Nederland.

## Privé
Verstegen is een dochter van burgemeester Frederik Verstegen (1907-1972) en Anna Susanna van Otteren (1906 2008). Ze is sinds 1961 getrouwd met diplomaat mr.  Floor Kist en ze hebben drie kinderen.